# Kyšice, Plzeň-město
Kyšice là một làng thuộc huyện Plzeň-město, vùng Plzeňský, Cộng hòa Séc.